# Анегрет Крамп Каренбауер
Анегрет Крамп-Каренбауер (рођена 9. августа 1962. године), често названа АКК, немачка je политичарка. Године 2018. је изабрана за генералног секретара Хришћанско-демократске уније Немачке (ЦДУ), а у децембру исте године и за лидера странке.

## Политичка каријера
Анегрет Крамп-Каренбауер је била премијер Сарланда од 2011. до 2018. године чинећи је првом женом која је водила владу Сарланда и четврту жену која је предводила владу у немачкој савезној држави.
Лидер странке ЦДУ, Ангела Меркел, изјавила је 29. октобра 2018. године да не намерава да остане још један мандат на позицији лидера странке. Крамп-Каренбауер се позиционирала као наследник Меркелове на предстојећим изборима руководства у децембру 2018. године.